# Amata bactriana
Amata bactriana là một loài bướm đêm thuộc phân họ Arctiinae, họ Erebidae.